# Dirty Rotten EP
Dirty Rotten EP es el disco de debut de la banda norteamericana de hardcore punk D.R.I.. Se trata de uno de los discos de hardcore punk más influyentes, además de uno de los primeros del estilo thrashcore. Grabado los días 6 y 7 de noviembre de 1982 y publicado a principios de 1983 por el sello propio de la banda, Dirty Rotten Records, como un EP de siete pulgadas (poco después fue reeditado como maxisencillo de doce pulgadas por el sello de MDC, RRadical Records), el álbum está compuesto por 22 temas, de los cuales pocos llegan al minuto de duración. En otra versión, bajo el título Dirty Rotten LP (1987), este disco se puede encontrar con los 22 temas que lo componen además de los 4 que salieron en el posterior EP Violent Pacification, de 1984. En 2003, el disco fue lanzado nuevamente con otros 22 temas extra. El tema "No Sense" está considerado el primero en usar el ritmo blast beat en la batería.

## Temas de la edición original (1983)

### Cara A («This side»)
1. Sad to Be
2. War Crimes
3. Busted
4. Draft Me
5. F.R.D.C.
6. Capitalists Suck
7. Misery Loves Company
8. No Sense
9. Blockhead

### Cara B («That side»)
1. I Don't Need Society
2. Commuter Man
3. Plastique
4. Why
5. Balance of Terror
6. My Fate to Hate
7. Who Am I
8. Money Stinks
9. Human Waste
10. Yes Ma'am
11. Dennis' Problem
12. Closet Punk
13. Reaganomics

## Temas de la edición del 2003
1. I Don't Need Society
2. Commuter Man
3. Plastique
4. Why
5. Balance Of Terror
6. My Fate To Hate
7. Who Am I
8. Money Stinks
9. Human Waste
10. Yes Ma'am
11. Dennis' Problem
12. Closet Punk
13. Reaganomics
14. Sad To Be
15. War Crimes
16. Busted
17. Draft Me
18. F. R. D. C.
19. Capitalists Suck
20. Misery Loves Company
21. No Sense
22. Blockhead
23. Rather Be Sleeping (Vats Demo)
24. No People (Vats Demo)
25. Snap (Compilation)
26. Explorer (Compilation)
27. Running Around (Violent Pacification)
28. Couch Slouch (Violent Pacification)
29. To Open Closed Doors (Violent Pacification)
30. Violent Pacification (Violent Pacification)
31. Radio Interview #1 Part 1 (1983)
32. We Are US (Demo)
33. I Don't Need Society (Demo)
34. Radio Interview #1 Part 2
35. Blockhead (Demo)
36. Radio Interview #1 Part 3
37. Radio Interview #2 Part 1
38. Commuter Man (Demo)
39. Radio Interview #2 Part 2
40. Yes Ma'am (Live)
41. Nursing Home Blues (Live)
42. Money Stinks (Live)
43. Louie Louie (Live)
44. Radio Interview #2 Part 3

## Créditos
- Spike Cassidy – Guitarra, coros
- Kurt Brecht – Voces
- Eric Brecht - Batería, coros
- Dennis Johnson - Bajo